# George Sear
George Harry Sear (Leigh-on-Sea, 14 novembre 1997) è un attore televisivo britannico.
Tra le interpretazioni per cui è noto figurano quelle di Sebastian Crossley nella serie Le cronache di Evermoor e di Benjamin Campbell in Love, Victor.

## Filmografia

### Televisione
- Metropolitan Police – serie TV, episodi 25x54-25x55 (2009)
- Le cronache di Evermoor – serie TV, 24 episodi (2014-2016)
- Will – serie TV, 7 episodi (2017)
- Into the Badlands – serie TV, 3 episodi (2018)
- Alex Rider – serie TV, 5 episodi (2020)
- Love, Victor – serie TV, 28 episodi (2020-2022)
- Fire Country – serie TV, episodio 1x14 (2023)
- Based on a True Story – serie TV, episodio 1x06 (2023)

## Teatro
- Aspettando Godot di Samuel Beckett. Theatre Royale (2008)

## Doppiatori italiani
- Mirko Cannella in Alex Rider, Le cronache di Evermoor
- Andrea Di Maggio in Love, Victor